# ليون تورنيكيوس
ليون تورنيكيوس ((باليونانية: Λέων Τορνίκιος)‏) كان جنرال نبيل بيزنطي من منتصف القرن الحادي عشر. في عام 1047، تمرد على عمه، الإمبراطور البيزنطي ، قسطنطين التاسع مونوماخوس (حكم 1042-1055). أقام جيشًا في تراقيا وسار إلى العاصمة القسطنطينية وحاصرها. بعد هجمتين فاشلتين انسحب، تخلى جيشه عنه وتم القبض عليه. في عيد الميلاد 1047، تم أعمائه ولم يعرف المزيد عنه بعد ذلك.